# SpaceX Crew-7
SpaceX Crew-7 – siódmy operacyjny lot kapsuły Crew Dragon na Międzynarodową Stację Kosmiczną w ramach programu Commercial Crew Program.
Start odbył się 26 sierpnia 2023 roku z platformy 39A w John Kennedy Space Center na Florydzie. Dzień później kapsuła dokowała do modułu Harmony.
11 marca 2024 kapsuła odłączyła się od stacji ISS.

## Załoga

### Podstawowa
- Jasmin Moghbeli (1. lot)
- Andreas Mogensen (2. lot)
- Satoshi Furukawa (2. lot)
- Konstantin Borisow (1. lot)